# 이영미 (문화 평론가)
이영미(1961년 10월 16일 ~ )는 대한민국의 작가 겸 대학 교수이다. 제주도 남제주에서 출생한 그녀의 현재 거주지는 제주도 제주시이다.

## 저서

### 연극 평론
- 《1994 재미 있는 연극 길라잡이(총 2편)》(1994년)
- 《마당극, 리얼리즘, 민족극》(1997년)
- 《이강백, 희곡의 세계》(1998년)
- 《1999 재미 있는 연극 길라잡이》(1999년)
- 《마당극 양식의 원리와 특성》(2001년)
- 《구술로 만나는 마당극(총 5편)》(2011년)
- 《한국대중예술사, 신파성으로 읽다.》(2016년)

### 음악 평론
- 《서태지와 꽃다지》(1995년)
- 《2006 한국대중가요사》(2006년)
- 《광화문 연가》(2008년)
- 《1998 한국 대중가요사》(1998년)
- 《세시봉, 서태지와 트로트를 부르다》(2011년)
- 《광장의 노래는 세상을 어떻게 바꾸는가》(2018년)

### 영화 평론
- 《내 인생의 영화》(2011년)

### 문화 평론
- 《나를 위한 제철 밥상》(2012년)

### 역사 평론
- 《이토록 아찔한 경성》(2012년)

### 연예 평론
- 《요즘 왜 이런 드라마가 뜨는 것인가》(2014년)
- 《대중예술본색》(2016년)
- 《동백 아가씨는 어디로 갔을까》(2016년)

### 시사 평론
- 《위대한 식습관》(2018년)

## 출연작

### 라디오 프로그램
- EBS FM 《라디오 공감 시대 - 토요 작가 초대석》(2018년)
- EBS FM 《라디오 행복한 교육 세상 - 토요 스페셜》(2018년)
- EBS FM 《책으로 행복한 12시 - 토요 고정》(2019년)
- TBN 경남교통방송 《오후N 티비N - 세상만사 가요만사》(2023년)

## 주요 경력

### 학력
- 고려대학교 국어국문학과 학사
- 고려대학교 대학원 국어국문학과 문학석사

### 주요 이력
- 前 홍익대 예술학과 겸임교수
- 前 한예종 문예창작학과 전임교수
- 前 숭실대 문예창작학과 겸임교수
- 前 성공회대 문화대학원 초빙교수